# G.S.R.
『G.S.R.』（グループ・サウンズ・リバイバル）は、ジャッキー吉川とブルー・コメッツによるカバーアルバム。1971年12月25日発売。発売元は日本コロムビア。

## 解説
グループ・サウンズの楽曲を収録。それぞれ当時の最先端のアレンジで演奏されている。ジャッキー吉川とブルー・コメッツ自らの楽曲「ブルー・シャトウ」と「青い瞳」（英語版）のセルフカバーバージョンも収録。
2013年12月18日には復刻CDとして再発売された。

## 収録曲
- 収録曲のカッコ内は復刻CD版での順番。
- 全編曲：ジャッキー吉川とブルー・コメッツ

### A面
1. ブルー・シャトウ/ジャッキー吉川とブルー・コメッツ(#1)
作詞：橋本淳、作曲：井上忠夫
2. 長い髪の少女/ザ・ゴールデン・カップス(#2)
作詞：橋本淳、作曲：鈴木邦彦
3. エメラルドの伝説/ザ・テンプターズ(#3)
作詞：なかにし礼、作曲：村井邦彦
4. 真冬の帰り道/ザ・ランチャーズ(#4)
作詞：水島哲、作曲：喜多島修
5. 君に会いたい/ザ・ジャガーズ(#5)
作詞：清川正一、作曲：清川正一
6. 夕陽が泣いている/ザ・スパイダース(#6)
作詞：浜口庫之助、作曲：浜口庫之助

### B面
1. モナリザの微笑/ザ・タイガース(#7)
作詞：橋本淳、作曲：すぎやまこういち
2. 想い出の渚/ザ・ワイルドワンズ(#8)
作詞：鳥塚繁樹、作曲：加瀬邦彦
3. スワンの涙/オックス(#9)
作詞：橋本淳、作曲：筒美京平
4. 青い瞳（英語版）/ジャッキー吉川とブルー・コメッツ(#10)
作詞：橋本淳、作曲：井上忠夫
5. この手のひらに愛を/ザ・サベージ(#11)
作詞：利根常昭、作曲：利根常昭
6. バラ色の雲/ヴィレッジ・シンガーズ(#12)
作詞：橋本淳、作曲：筒美京平